# Stuttgart Tennis Grand Prix
Stuttgart Tennis Grand Prix er en professionel tennisturnering for kvinder, som hvert år i april afvikles i Stuttgart, Tyskland. Turneringen bliver afviklet indendørs på grusbaner i Porsche-Arena, og den har været en del af WTA Tour siden etableringen i 1978, og pt. tilhører den kategorien WTA 500. Den er den eneste grusturnering på WTA Tour, der afvikles indendørs. Turneringen er pr. 2022 ejet og sponsoreret af Porsche og afvikles derfor under det sponsorerede navn Porsche Tennis Grand Prix, og ud over pengepræmien modtager vinderen af singlerækken også en Porsche-sportsvogn.
Indtil 2005 blev turneringen spillet i Filderstadt på hardcourt, hvilket også var underlaget de første par år i Stuttgart. I 2009 blev underlaget ændret til rødt grus, samtidig med at terminen blev flyttet fra oktober til april.
Martina Navratilova vandt singletitlen seks gange i perioden 1982-92 og dermed den spiller, der har vundet flest singleturneringer. Til gengæld er Tracy Austin den eneste spiller med fire singletitler i træk, eftersom hun vandt de fire første udgaver af turneringen i 1978-81. Navratilova er også indehaver af rekorden for flest doubletitler. Hun har vundet turneringen otte gange med seks forskellige makkere.
Spillerne på WTA Tour valgte i 2007, 2008, 2010-12 og 2014-17 Porsche Tennis Grand Prix som deres yndlingsturnering i kategorien WTA Premier.

## Historie
Turneringen blev etableret af forretningsmanden Dieter Fischer, der i 1977 havde arrangeret en to-dages opvisningsturnering for mænd med deltagelse af Mark Cox, Charlie Pasarell, Jeff Borowiak og Ray Moore for at fejre åbningen af sit nye tenniscenter i Filderstadt. Det lykkedes ikke at programsætte en ny turnering for mænd i 1978. I stedet blev der for $ 100.000 indkøbt en licens til en WTA-turnering i kategorien WTA Tier II, og den første udgave af turneringen blev spillet i oktober 1978 og vundet af 15-årige Tracy Austin. I marts 1979 blev der afviklet en turnering for mænd, der blev vundet af Wojciech Fibak, men herreturneringen blev ikke videreført, fordi det var for krævende for de frivillige medarbejdere at arrangere to turneringer om året. I 1992 ansøgte man om en opgradering til Tier I-status, hvilket dog blev afvist af WTA Tour med den begrundelse, at turneringens hovedarena med en kapacitet på 3.000 tilskuere var for lille. I 2002 solgte Fischer turneringens licens til Porsche, der havde været officiel sponsor siden den første udgave i 1978.
I 2006 blev turneringen flyttet ca. 15 km nordpå til den noget større, nyopførte multiarena Porsche-Arena i Stuttgart, hvor tilskuerkapaciteten var ca. dobbelt så stor som i Filderstadt.
I 2009 flyttede man turneringen fra den traditionelle termin i efteråret til om foråret, og samtidig blev underlaget ændret fra hardcourt til rødt grus, så den blev en del af den europæiske grussæson, og spillerne kunne bruge turneringen i optakten til French Open.

## Vindere og finalister

### Damesingle
| År   | Mester                                  | Finalist                                | Finaleresultat                          |
| ---- | --------------------------------------- | --------------------------------------- | --------------------------------------- |
| 1978 | Tracy Austin (1)                        | Betty Stöve                             | 6–3, 6–3                                |
| 1979 | Tracy Austin (2)                        | Martina Navratilova                     | 6–3, 6–2                                |
| 1980 | Tracy Austin (3)                        | Sherry Acker                            | 6–2, 7–5                                |
| 1981 | Tracy Austin (4)                        | Martina Navratilova                     | 4–6, 6–3, 6–4                           |
| 1982 | Martina Navratilova (1)                 | Tracy Austin                            | 6–3, 6–3                                |
| 1983 | Martina Navratilova (2)                 | Catherine Tanvier                       | 6–1, 6–2                                |
| 1984 | Catarina Lindqvist (1)                  | Steffi Graf                             | 6–1, 6–4                                |
| 1985 | Pam Shriver (1)                         | Catarina Lindqvist                      | 6–1, 7–5                                |
| 1986 | Martina Navratilova (3)                 | Hana Mandlíková                         | 6–2, 6–3                                |
| 1987 | Martina Navratilova (4)                 | Chris Evert                             | 7–5, 6–1                                |
| 1988 | Martina Navratilova (5)                 | Chris Evert                             | 6–2, 6–3                                |
| 1989 | Gabriela Sabatini (1)                   | Mary Joe Fernández                      | 7–6(5), 6–4                             |
| 1990 | Mary Joe Fernández (1)                  | Barbara Paulus                          | 6–1, 6–3                                |
| 1991 | Anke Huber (1)                          | Martina Navratilova                     | 2–6, 6–2, 7–6(4)                        |
| 1992 | Martina Navratilova (6)                 | Gabriela Sabatini                       | 7–6(1), 6–3                             |
| 1993 | Mary Pierce (1)                         | Natasja Zvereva                         | 6–3, 6–3                                |
| 1994 | Anke Huber (2)                          | Mary Pierce                             | 6–4, 6–2                                |
| 1995 | Iva Majoli (1)                          | Gabriela Sabatini                       | 6–4, 7–6(4)                             |
| 1996 | Martina Hingis (1)                      | Anke Huber                              | 6–2, 3–6, 6–3                           |
| 1997 | Martina Hingis (2)                      | Lisa Raymond                            | 6–4, 6–2                                |
| 1998 | Sandrine Testud (1)                     | Lindsay Davenport                       | 7–5, 6–3                                |
| 1999 | Martina Hingis (3)                      | Mary Pierce                             | 6–4, 6–1                                |
| 2000 | Martina Hingis (4)                      | Kim Clijsters                           | 6–0, 6–3                                |
| 2001 | Lindsay Davenport (1)                   | Justine Henin                           | 7–5, 6–4                                |
| 2002 | Kim Clijsters (1)                       | Daniela Hantuchová                      | 4–6, 6–3, 6–4                           |
| 2003 | Kim Clijsters (2)                       | Justine Henin                           | 5–7, 6–4, 6–2                           |
| 2004 | Lindsay Davenport (2)                   | Amélie Mauresmo                         | 6–2, 0–0 opg.                           |
| 2005 | Lindsay Davenport (3)                   | Amélie Mauresmo                         | 6–2, 6–4                                |
| 2006 | Nadia Petrova (1)                       | Tatiana Golovin                         | 6–3, 7–6(4)                             |
| 2007 | Justine Henin (1)                       | Tatiana Golovin                         | 2–6, 6–2, 6–1                           |
| 2008 | Jelena Janković (1)                     | Nadia Petrova                           | 6–4, 6–3                                |
| 2009 | Svetlana Kuznetsova (1)                 | Dinara Safina                           | 6–4, 6–3                                |
| 2010 | Justine Henin (2)                       | Samantha Stosur                         | 6–4, 2–6, 6–1                           |
| 2011 | Julia Görges (1)                        | Caroline Wozniacki                      | 7–6(3), 6–3                             |
| 2012 | Marija Sjarapova (1)                    | Viktorija Azarenka                      | 6–1, 6–4                                |
| 2013 | Marija Sjarapova (2)                    | Li Na                                   | 6–4, 6–3                                |
| 2014 | Marija Sjarapova (3)                    | Ana Ivanovic                            | 3–6, 6–4, 6–1                           |
| 2015 | Angelique Kerber (1)                    | Caroline Wozniacki                      | 3–6, 6–1, 7–5                           |
| 2016 | Angelique Kerber (2)                    | Laura Siegemund                         | 6–4, 6–0                                |
| 2017 | Laura Siegemund (1)                     | Kristina Mladenovic                     | 6–1, 2–6, 7–6(5)                        |
| 2018 | Karolína Plíšková (1)                   | CoCo Vandeweghe                         | 7–6(2), 6–4                             |
| 2019 | Petra Kvitová (1)                       | Anett Kontaveit                         | 6–3, 7–6(2)                             |
| 2020 | Ingen turnering pga. COVID-19-pandemien | Ingen turnering pga. COVID-19-pandemien | Ingen turnering pga. COVID-19-pandemien |
| 2021 | Ashleigh Barty (1)                      | Aryna Sabalenka                         | 3–6, 6–0, 6–3                           |
| 2022 | Iga Świątek (1)                         | Aryna Sabalenka                         | 6–2, 6–2                                |
| 2023 | Iga Świątek (2)                         | Aryna Sabalenka                         | 6–3, 6–4                                |
| 2024 | Jelena Rybakina (1)                     | Marta Kostjuk                           | 6–2, 6–2                                |

### Damedouble
| År   | Mestre                                            | Finalister                                       | Finaleresultat                          |
| ---- | ------------------------------------------------- | ------------------------------------------------ | --------------------------------------- |
| 1978 | Tracy Austin (1) Betty Stöve (1)                  | Mima Jaušovec Virginia Ruzici                    | 6–3, 6–3                                |
| 1979 | Billie Jean King (1) Martina Navratilova (1)      | Betty Stöve Wendy Turnbull                       | 6–3, 6–3                                |
| 1980 | Hana Mandlíková (1) Betty Stöve (2)               | Kathy Jordan Anne Smith                          | 6–4, 7–5                                |
| 1981 | Mima Jaušovec (1) Martina Navratilova (2)         | Barbara Potter Anne Smith                        | 6–4, 6–1                                |
| 1982 | Martina Navratilova (3) Pam Shriver (1)           | Candy Reynolds Anne Smith                        | 6–2, 6–3                                |
| 1983 | Martina Navratilova (4) Candy Reynolds (1)        | Virginia Ruzici Catherine Tanvier                | 6–2, 6–1                                |
| 1984 | Claudia Kohde-Kilsch (1) Helena Suková (1)        | Bettina Bunge Eva Pfaff                          | 6–2, 4–6, 6–3                           |
| 1985 | Hana Mandlíková (1) Pam Shriver (2)               | Carina Karlsson Tine Scheuer-Larsen              | 6–2, 6–1                                |
| 1986 | Martina Navratilova (5) Pam Shriver (3)           | Zina Garrison Gabriela Sabatini                  | 7–6(5), 6–4                             |
| 1987 | Martina Navratilova (6) Pam Shriver (4)           | Zina Garrison Lori McNeil                        | 6–1, 6–2                                |
| 1988 | Martina Navratilova (7) Iwona Kuczyńska (1)       | Elna Reinach Raffaella Reggi                     | 6–1, 6–4                                |
| 1989 | Gigi Fernández (1) Robin White (1)                | Elna Reinach Raffaella Reggi                     | 6–4, 7–6(2)                             |
| 1990 | Mary Joe Fernández (1) Zina Garrison-Jackson (1)  | Mercedes Paz Arantxa Sánchez Vicario             | 7–5, 6–3                                |
| 1991 | Martina Navratilova (8) Jana Novotná (1)          | Pam Shriver Natalija Zvereva                     | 6–2, 5–7, 6–4                           |
| 1992 | Arantxa Sánchez Vicario (1) Helena Suková (2)     | Pam Shriver Natalija Zvereva                     | 6–4, 7–5                                |
| 1993 | Gigi Fernández (2) Natalija Zvereva (1)           | Patty Fendick Martina Navratilova                | 7–6(6), 6–4                             |
| 1994 | Gigi Fernández (3) Natalija Zvereva (2)           | Manon Bollegraf Larisa Savchenko-Neiland         | 7–6(5), 6–4                             |
| 1995 | Gigi Fernández (4) Natalia Zvereva (3)            | Meredith McGrath Larisa Savchenko-Neiland        | 5–7, 6–1, 6–4                           |
| 1996 | Nicole Arendt (1) Jana Novotná (2)                | Martina Hingis Helena Suková                     | 6–2, 6–3                                |
| 1997 | Martina Hingis (1) Arantxa Sánchez Vicario (2)    | Lindsay Davenport Jana Novotná                   | 7–6(4), 3–6, 7–6(3)                     |
| 1998 | Lindsay Davenport (1) Natasja Zvereva (4)         | Anna Kurnikova Arantxa Sánchez Vicario           | 6–4, 6–2                                |
| 1999 | Chanda Rubin (1) Sandrine Testud (1)              | Larisa Savchenko-Neiland Arantxa Sánchez Vicario | 6–3, 6–4                                |
| 2000 | Martina Hingis (2) Anna Kurnikova (1)             | Arantxa Sánchez Vicario Barbara Schett           | 6–4, 6–2                                |
| 2001 | Lindsay Davenport (2) Lisa Raymond (1)            | Justine Henin Meghann Shaughnessy                | 6–4, 6–7(4), 7–5                        |
| 2002 | Lindsay Davenport (3) Lisa Raymond (2)            | Meghann Shaughnessy Paola Suárez                 | 6–2, 6–4                                |
| 2003 | Lisa Raymond (3) Rennae Stubbs (1)                | Cara Black Martina Navratilova                   | 6–2, 6–4                                |
| 2004 | Cara Black (1) Rennae Stubbs (2)                  | Anna-Lena Grönefeld Julia Schruff                | 6–3, 6–2                                |
| 2005 | Daniela Hantuchová (1) Anastasija Myskina (1)     | Květa Peschke Francesca Schiavone                | 6–0, 3–6, 7–5                           |
| 2006 | Lisa Raymond (4) Samantha Stosur (1)              | Cara Black Rennae Stubbs                         | 6–3, 6–4                                |
| 2007 | Květa Peschke (1) Rennae Stubbs (3)               | Chan Yung-Jan Dinara Safina                      | 6–7(5), 7–6(4), [10–2]                  |
| 2008 | Anna-Lena Grönefeld (1) Patty Schnyder (1)        | Květa Peschke Rennae Stubbs                      | 6–2, 6–4                                |
| 2009 | Bethanie Mattek-Sands (1) Nadia Petrova (1)       | Gisela Dulko Flavia Pennetta                     | 5–7, 6–3, [10–7]                        |
| 2010 | Gisela Dulko (1) Flavia Pennetta (1)              | Květa Peschke Katarina Srebotnik                 | 3–6, 7–6(3), [10–5]                     |
| 2011 | Sabine Lisicki (1) Samantha Stosur (2)            | Kristina Barrois Jasmin Wöhr                     | 6–1, 7–6(5)                             |
| 2012 | Iveta Benešová (1) Barbora Záhlavová-Strýcová (1) | Julia Görges Anna-Lena Grönefeld                 | 6–4, 7–5                                |
| 2013 | Mona Barthel (1) Sabine Lisicki (2)               | Bethanie Mattek-Sands Sania Mirza                | 6–4, 7–5                                |
| 2014 | Sara Errani (1) Roberta Vinci (1)                 | Cara Black Sania Mirza                           | 6–2, 6–3                                |
| 2015 | Bethanie Mattek-Sands (2) Lucie Šafářová (1)      | Caroline Garcia Katarina Srebotnik               | 6–4, 6–3                                |
| 2016 | Caroline Garcia (1) Kristina Mladenovic (1)       | Martina Hingis Sania Mirza                       | 2–6, 6–1, [10–6]                        |
| 2017 | Raquel Atawo (1) Jeļena Ostapenko (1)             | Abigail Spears Katarina Srebotnik                | 6–4, 6–4                                |
| 2018 | Raquel Atawo (2) Anna-Lena Grönefeld (2)          | Nicole Melichar Květa Peschke                    | 6–4, 6–7(5), [10–5]                     |
| 2019 | Mona Barthel (2) Anna-Lena Friedsam (1)           | Anastasija Pavljutjenkova Lucie Šafářová         | 2–6, 6–3, [10–6]                        |
| 2020 | Ingen turnering pga. COVID-19-pandemien           | Ingen turnering pga. COVID-19-pandemien          | Ingen turnering pga. COVID-19-pandemien |
| 2021 | Ashleigh Barty (1) Jennifer Brady (1)             | Desirae Krawczyk Bethanie Mattek-Sands           | 6–4, 5–7, [10–5]                        |
| 2022 | Desirae Krawczyk (1) Demi Schuurs (1)             | Cori Gauff Zhang Shuai                           | 6–3, 6–4                                |
| 2023 | Desirae Krawczyk (2) Demi Schuurs (2)             | Nicole Melichar-Martinez Giuliana Olmos          | 6–4, 6–1                                |
| 2024 | Chan Hao-Ching (1) Veronika Kudermetova (1)       | Ulrikke Eikeri Ingrid Neel                       | 4–6, 6–3, [10–2]                        |